# 섀도 라이브러리
섀도 라이브러리(shadow library) 또는 불법 복제 라이브러리(pirate libraries) 또는 블랙 오픈 액세스(black open access)는 일반적으로 페이월에 가려져 있거나, 접근이 통제되거나, 또는 쉽게 접근할 수 없는 디지털 미디어를 자유롭게 이용할 수 있는 온라인 저장소이다. 섀도 라이브러리는 주로 학술 논문 및 전자책과 같은 텍스트 작업물을 포함하며, 소프트웨어, 음악 또는 영화와 같은 다른 디지털 미디어를 포함할 수 있다.
Anna's Archive, Library Genesis, Sci-Hub, UbuWeb 및 Z-Library는 책과 학술 문헌을 위한 가장 인기 있는 섀도 라이브러리 중 일부이다.

## 역사

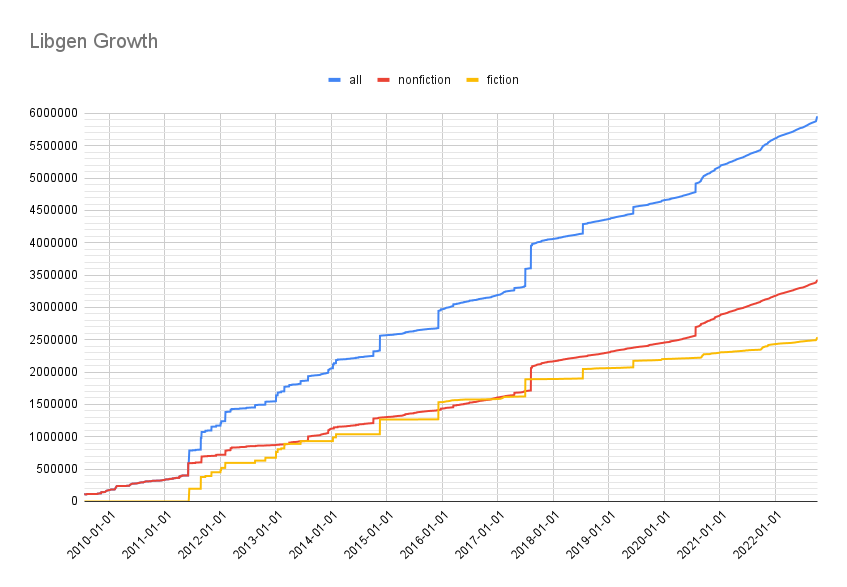
Library Genesis의 성장, 2009년–2022년

섀도 라이브러리의 초기 선구자들은 비인가된 디지털 책, 학술 문헌 및 기타 텍스트 미디어의 비공식적인 모음이었으며, 종종 소규모 그룹과 메일링 리스트, 포럼 또는 소셜 미디어 웹사이트를 통해 공유되었다. 과학자들의 온라인 커뮤니티도 유료 문헌을 서로 공유하기 위해 협력했다.

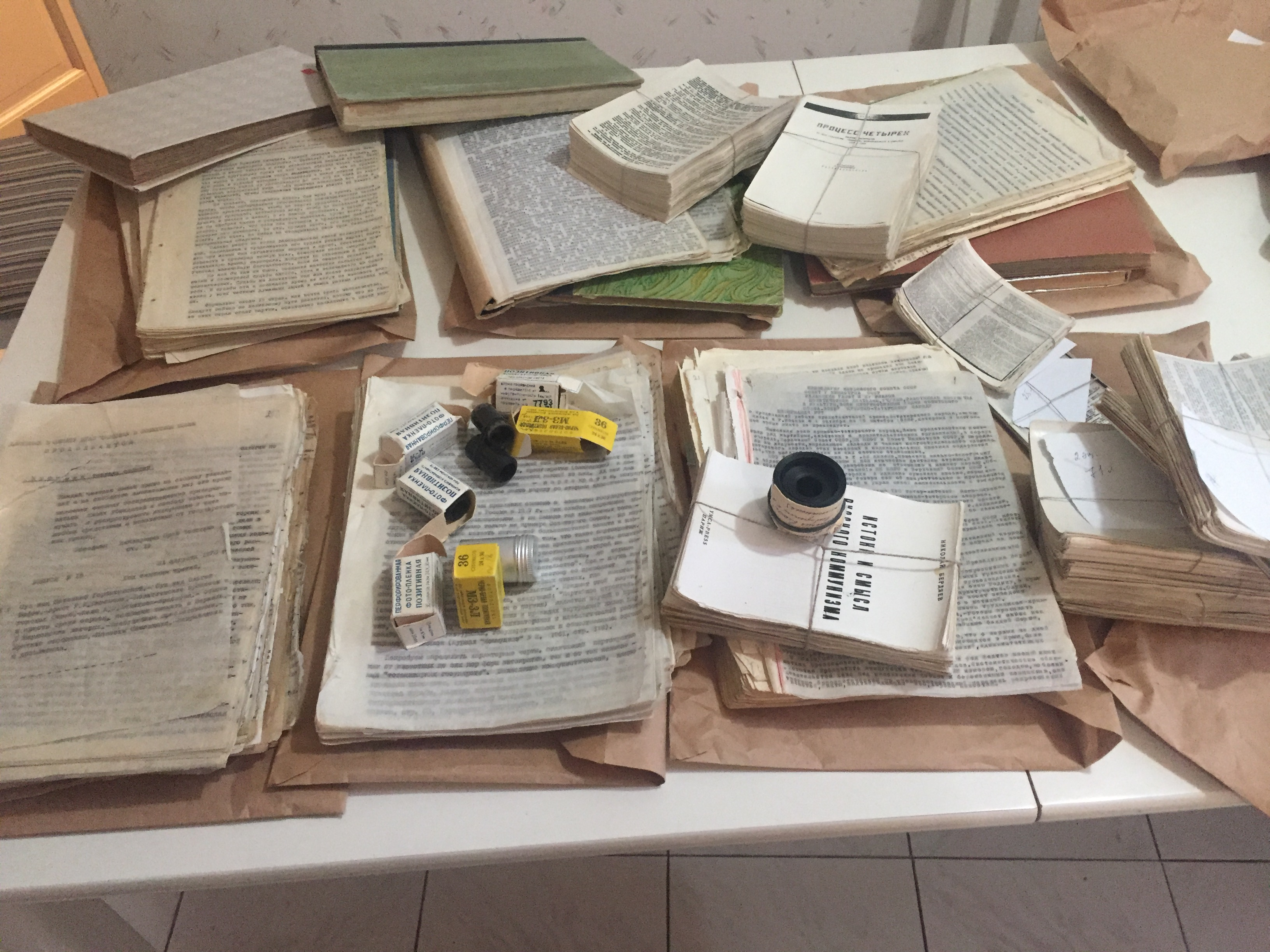
러시아 사미즈다트 및 비공식 문헌의 사진 네거티브

많은 섀도 라이브러리는 소련 시대의 풍부한 사미즈다트 역사를 가진 러시아에서 시작되었다. 엄격한 국가 검열과 인쇄물 통제가 있었고, 이는 검열되거나 지하에서 유통되는 작품을 복사하고 배포하는 반체제 활동으로 이어졌다. 소련 해체와 공식 검열 프로그램 종료 이후에도 이러한 공유 관행은 광범위한 경제적 어려움으로 인해 계속되었다. 러시아에서 컴퓨터 및 인터넷 접근이 널리 보급되면서 텍스트가 광범위하게 디지털화되어 러시아 FidoNet 시스템에서 공유되었다. 디지털화된 텍스트의 초기 컬렉션 중 하나는 막심 모시코프의 1994년 Lib.ru였다. 콜호스 집단 농장의 이름을 딴 러시아의 콜호스 컬렉션은 2000년대 초반에 과학 텍스트를 다운로드하거나 디지털화하여 FTP 서버와 DVD에 저장하는 작업을 한 공동체에 의해 만들어졌다. 이 컬렉션은 결국 약 50,000개의 문서로 성장했다.
이러한 초기 컬렉션 중 일부는 나중에 자원 사서들이 아카이브 콘텐츠를 분류하면서 섀도 라이브러리가 되었다. 2000년대 초반의 학술 섀도 라이브러리로는 Textz.org, 모노스코프, 그리고 기가피디아 (이후 Library.nu)가 있었다. 기가피디아는 주로 문학을 포함했던 다른 섀도 라이브러리보다 학술 텍스트에 더 중점을 두었다. 2006년 또는 2007년경, 콜호스 수집가들이 축적한 파일들을 통합했고, 2010년에는 가장 큰 섀도 라이브러리가 되었다. 당시 Library.nu로 이름이 바뀐 기가피디아는 하퍼콜린스, 옥스퍼드 대학교 출판부, 맥밀런 출판사를 포함한 17개 출판사 연합의 소송으로 2012년에 폐쇄되었다.
라이브러리 제네시스 (LibGen으로도 알려짐)는 약 2007년 또는 2008년에 러시아 과학자 그룹에 의해 설립되었는데, 이들은 콜호스 컬렉션과 lib.ru를 포함한 소스에서 수집된 러시아 과학 및 기술 텍스트 컬렉션을 토렌트 사이트에서 조직하기 시작했다. 2011년에 LibGen은 Library.nu 컬렉션을 흡수하여 Library.nu가 강제로 폐쇄되었음에도 불구하고 접근 가능하게 유지했다. 당시 LibGen은 오픈 라이브러리 인프라에 중점을 두어 컬렉션, 카탈로그 및 소스 코드의 자유로운 공유를 우선시함으로써 많은 다른 사람들이 프로젝트를 미러링하고 포크하여 섀도 라이브러리의 집단적 복원력을 높이도록 장려하는 데 독특했다.

## 동기
섀도 라이브러리는 오픈 액세스 및 오픈 놀리지 운동의 일부이다. 이들은 학술 연구 및 기타 미디어를 더 자유롭게 보급하려고 노력하며, 종종 지식을 자유롭게 이용할 수 있도록 하는 도덕적 의무를 언급한다.
LibGen의 운영자들은 이 사이트의 임무를 가난한 사람들에게 정보 접근을 가능하게 하고 엘리트 학술 기관에 의한 지식의 게이팅에 반대하는 것으로 설명했으며, 한 관리자는 "LibGen의 대상 그룹은 아프리카, 인도, 파키스탄, 이란, 이라크, 중국, 러시아 및 구소련 등 빈곤층이며, 별도로 학계에 속하지 않은 사람들이다. 만약 당신이 대학에 다니지 않는다면, 아무것도 접근할 수 없거나 적어도 접근이 너무 어려워서 전혀 진전을 이룰 수 없을 것이다."라고 썼다. Sci-Hub의 설립자인 알렉산드라 엘바키안은 학술 연구에 대한 오픈 액세스 부족이 유엔 세계 인권 선언 제27조에 명시된 인간의 과학과 문화에 대한 권리를 침해한다고 주장함으로써 이 사이트를 정당화했다. 이 조항은 "모든 사람은 공동체의 문화 생활에 자유롭게 참여하고, 예술을 향유하며, 과학적 진보와 그 혜택을 공유할 권리를 가진다."라고 명시하고 있다. 엘바키안은 또한 "지식에 반하는 어떤 법도 근본적으로 불공정하다"고 주장했다. 미국인 활동가 에런 스워츠는 2008년 게릴라 오픈 액세스 선언에서 많은 섀도 라이브러리의 동기를 포착하여 다음과 같이 썼다.
수세기 동안 책과 저널에 발표된 전 세계의 과학 및 문화 유산은 점점 더 디지털화되어 소수의 민간 기업에 의해 잠겨 있다. ... 이러한 자원에 접근할 수 있는 사람들, 즉 학생, 사서, 과학자들은 특권을 부여받았다. 당신은 지식의 향연을 즐길 수 있지만, 세상의 나머지 사람들은 차단되어 있다. 그러나 당신은 이 특권을 자신만을 위해 유지할 필요가 없으며, 사실 도덕적으로도 그럴 수 없다.— 에런 스워츠, 게릴라 오픈 액세스 선언

섀도 라이브러리는 또한 학술 문헌 및 서적의 증가하는 비용, 즉 "학술지 위기"를 언급했다.

## 기술
일부 섀도 라이브러리(또는 그 콘텐츠 데이터베이스)는 복원력을 높이거나 부하를 분산시키기 위해 비트토렌트 (주로 데이터베이스 덤프용), 다크 웹, InterPlanetary File System (IPFS) 기술을 사용한다. LibGen 및 Anna's Archive를 포함한 섀도 라이브러리는 소프트웨어를 오픈 소스 소프트웨어로 개발하고 접근 가능하게 하여, 자원 봉사자에 의한 코드 개발을 가능하게 하고 미러 또는 포크를 장려한다. Anna's Archive는 "우리가 폐쇄되더라도 우리의 모든 코드와 데이터는 완전히 오픈 소스이므로 다른 곳에서 바로 다시 나타날 것"이라고 주장한다.

## 법적 지위
섀도 라이브러리는 종종 저작권 소유자의 동의 없이 저작권이 있는 자료를 호스팅하거나 링크하며, 이는 많은 국가에서 불법이거나 법적 지위가 모호하다. 이러한 라이브러리는 또한 불법 복제 라이브러리로도 설명된다. 많은 섀도 라이브러리는 파일 호스팅과는 별개로 서지 카탈로그를 유지한다. 이는 조직상의 편의를 위한 것이며 법적 문제에 대한 보호책이기도 하다. 왜냐하면 법은 저작권이 있는 콘텐츠의 호스팅과 인덱싱 간의 구분에 대해 종종 모호하기 때문이다. 그러나 여러 섀도 라이브러리 카탈로그는 금지 명령 및 삭제 위협의 대상이 되었다.
2000년대 서구 음악 및 영화 산업이 온라인 파일 공유 웹사이트에 대해 추구한 공격적인 법적 전략은 학술 또는 문학 출판사들이 섀도 라이브러리에 대해 널리 모방되지 않았다. 그러나 섀도 라이브러리가 더 커지고 눈에 띄게 되면서 더 많은 법적 문제에 직면하게 되었다. Library.nu (이전 Gigapedia)는 2012년에 하퍼콜린스, 옥스퍼드 대학교 출판부, 맥밀런 출판사를 포함한 17개 출판사 연합의 소송으로 폐쇄되었다. 2015년에 학술 출판사인 엘스비어는 미국 법원에서 LibGen과 Sci-Hub를 상대로 "불법 복제 및 저작권 침해 국제 네트워크를 운영한다"고 비난하며 소송을 제기했다. 엘스비어는 두 그룹에 대해 결석 판결을 받았고, 1,500만 달러의 손해배상금을 받았지만, LibGen의 운영자가 알려지지 않았고 Sci-Hub의 운영자는 미국 법률 시스템의 손이 닿지 않는 곳에 있으므로 돈을 회수하지 못했다. 엘스비어 사건의 판사가 섀도 라이브러리에서 사용되는 여러 도메인에 대해 금지 명령을 내려 잠시 오프라인으로 만들었지만, 라이브러리는 빠르게 새로운 도메인과 .onion 사이트로 이동했다. 미국화학회의 2017년 Sci-Hub에 대한 소송도 480만 달러의 손해배상 명령으로 이어졌다. 2022년 11월, FBI는 Z-Library와 관련된 도메인을 압수하고 운영자 두 명을 형사 저작권 침해, 전신 사기, 자금 세탁 혐의로 기소했다. 법원은 덴마크, 프랑스, 독일, 러시아, 영국을 포함한 국가의 인터넷 서비스 제공자에게 불법 복제 라이브러리 접근을 차단하도록 명령했지만, 이러한 차단은 효과가 제한적이다.
개인을 섀도 라이브러리로 안내하는 행위의 합법성은 미정이다. 섀도 라이브러리에서 호스팅하는 저작권 침해 자료에 링크하는 것이 대리 또는 기여 저작권 침해를 구성할 수 있다는 법적 이론이 있지만, 이러한 이론으로 제기된 소송은 없었다. 2019년 엘스비어는 서지 관리 도구 개발사인 시테이션시(Citationsy)에게 Sci-Hub를 안내하는 블로그 게시물을 발행한 것에 대해 법적 조치를 취하겠다고 위협했고, 시테이션시는 해당 링크를 삭제했다.
대부분의 학자들은 자신의 출판물을 무료로 배포하는 것에 대해 처벌받지 않지만, 학술 출판사들은 과학자들이 자신의 작업을 공유하거나 재출판하는 것에 대해 위협해왔다.
일부 출판사들은 Sci-Hub를 포함한 섀도 라이브러리가 학술 데이터베이스에 불법적으로 로그인 정보를 획득했다고 비난했지만, Sci-Hub는 해당 정보가 자발적으로 기증된 것이라고 말한다.
챗GPT 개발사인 오픈AI에 대해 폴 트렘블레이와 모나 아와드 작가가 2023년 6월 제기한 집단 소송은 회사가 대형 언어 모델 훈련 데이터를 확보하기 위해 섀도 라이브러리를 사용했다고 주장했다. 메타 역시 AI 모델 훈련을 위해 섀도 라이브러리의 데이터를 사용했다는 의혹을 받고 있다. 딥시크의 Vision-Language (VL) 모델은 섀도 라이브러리인 Anna's Archive의 데이터로 훈련되었다.

## 반응

### 학계의 반응
일부 학자들은 섀도 라이브러리 활동을 암묵적으로 또는 명시적으로 지지했으며, 많은 이들은 이를 학술 출판사의 남용적인 비즈니스 모델에 대한 도덕적으로 용납될 수 있는 시민 불복종 행위로 간주한다. 또한 섀도 라이브러리는 자신의 작업이 공개되는 학자들의 영향력을 증가시킬 수 있다. 코넬 대학교의 한 연구에 따르면, Sci-Hub에서 이용 가능한 논문은 Sci-Hub에서 이용할 수 없는 유사한 품질의 저널 논문보다 1.72배 더 많은 인용을 받는다.

### 비학술 작가의 반응
비학술 작가들은 섀도 라이브러리에 대해 더욱 강력하게 반대했다.
2022년 2월, 아마존 출판 및 펭귄 랜덤 하우스와 함께 불법 전자책을 판매하는 우크라이나 웹사이트를 상대로 소송에 참여한 후, 미국 베스트셀러 소설가 존 그리샴과 스콧 터로는 힐지에 기고문을 발표하여 미국 국회의원들에게 검색 엔진이 불법 복제 웹사이트에 연결하는 것을 금지하는 법안을 통과시킬 것을 촉구했다.
2022년 10월, 미국 기반의 작가 조합은 미국 무역대표부에 LibGen과 Z-Library에 대한 불만을 제기하며, 디지털 책 불법 복제를 "오늘날 작가들의 생계에 직면한 가장 큰 위협 중 하나"라고 설명했다. 작가 조합과 영국 기반의 출판사 협회는 모두 Z-Library에 대한 FBI의 노력에 협력했으며, 이는 2022년 11월 운영자 두 명의 체포로 마무리되었다.
그러나 일부 작가 및 작가 단체는 이러한 노력에 반대했다. 영국 소설가 앨리슨 럼핏은 데이즈드에서 사이트 폐쇄를 축하하지 않으며, "읽으려는 욕구는 장려되어야 할 것, 내 생각에는 사회적 선이다. 출판이 점점 더 노골적으로 자본주의적이고 독점화되어 가고 있음에도 불구하고 독서는 여전히 번성하며, 불법 복제는 국경과 디지털 권리 관리에도 불구하고 독서가 이루어지도록 한다. 모든 사람이 도서관에 접근할 수 있는 것은 아니며, 전 세계의 모든 도서관이 잘 갖춰져 있는 것도 아니다."라고 썼다. 비영리 단체인 작가 동맹의 전무이사인 데이브 핸슨은 섀도 라이브러리를 폐쇄하려는 시도가 학생과 연구자들에게 부정적인 영향을 미칠 것이라고 표현했으며, 이러한 프로젝트들이 "특히 과학 논문에 대한 접근과 관련하여 시스템이 얼마나 망가졌는지에 대한 일종의 증상"이라고 표현했다.